# Tannine

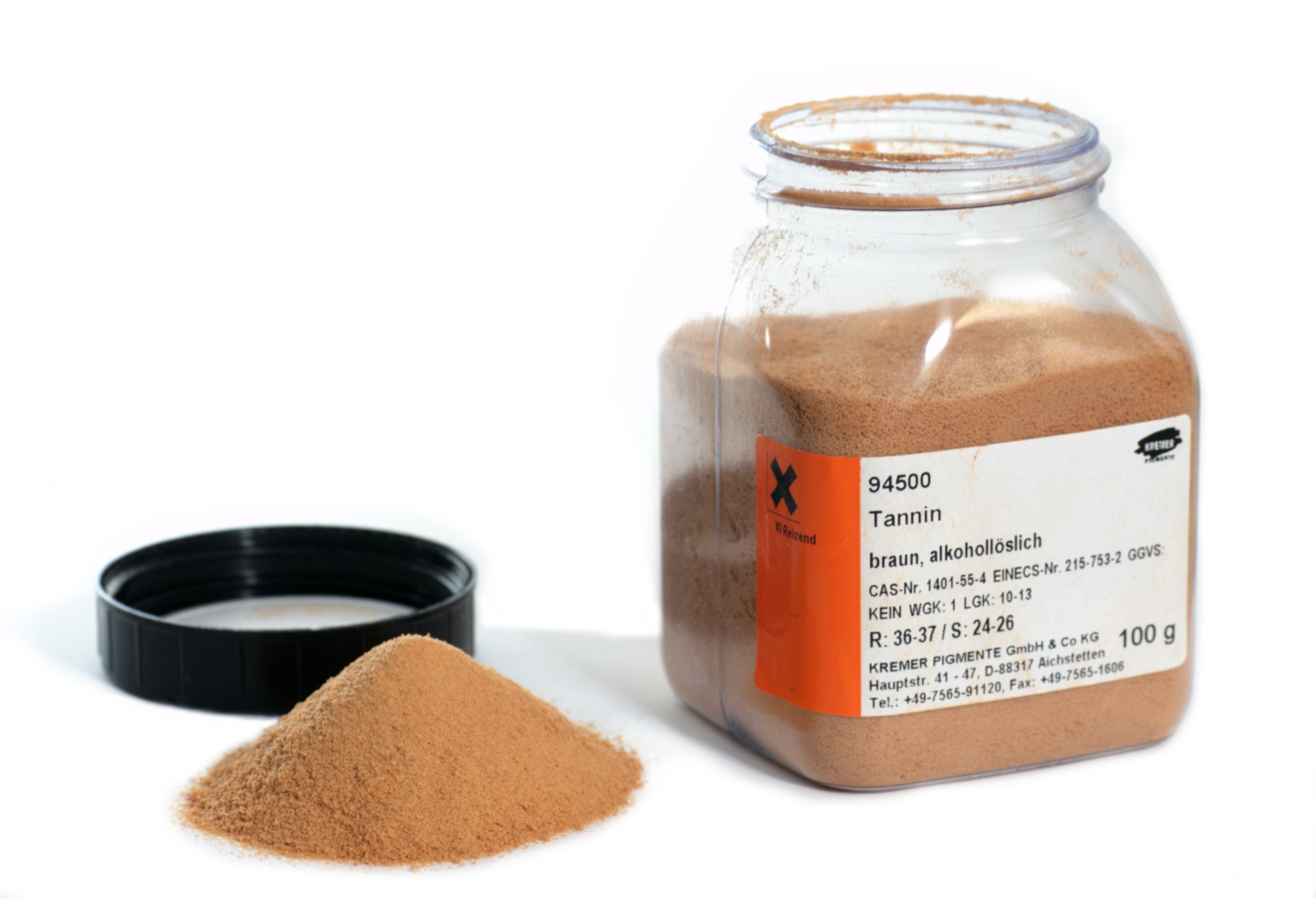
Een pot tannine

Corilagine, een gallotannine

Tannine (looistof) is een verzamelnaam voor bepaalde chemische verbindingen. Tannines zijn polyfenolen. De stoffen zijn van invloed op de smaak, kleur en structuur van onder andere wijn en thee. Ook in hout (onder andere eiken), vruchten (onder andere kweepeer, avocado, kaki) en galappels zitten tannines.
De naam stamt van het Latijnse tannare, dat looien betekent, een procedé waarmee leer wordt gemaakt van huiden.
De tannines kunnen in twee groepen onderverdeeld worden:
- Hydrolyseerbare tannines, zoals looizuur
- Niet-hydrolyseerbare tannines

Belangrijke hydrolyseerbare tannines voor de leerlooierij komen onder andere voor in kastanje en eiken. Belangrijke niet hydrolyseerbare tannines komen onder andere voor in het hout of de bast van Aspidosperma quebracho-blanco, mangrove, Acacia longifolia en Acacia mearnsii.
Tannines hebben een zogenaamde adstringerende of samentrekkende werking. Tannine bindt zich aan eiwitten met als gevolg dat de eiwitten gefixeerd worden. Een slok sterke thee of tanninerijke wijn of een hapje galappel doet de mond stroever worden; het doet de mond samentrekken. In werkelijkheid gebeurt dat ook een beetje. De eiwitten van het wangslijmvlies in de mondholte worden namelijk licht gefixeerd. Het looien van leer berust op hetzelfde principe.

## Wijn
Tannine komt voor in schillen, pitjes en steeltjes van druiven. Bij het persen van die druiven, maar vooral bij het gisten van rode wijn komt tannine in het sap terecht, omdat hier de schillen voor de kleur en de smaak worden meegegist. Dit bevordert de houdbaarheid van de wijn, omdat tannine oxidatie tegengaat. Ook komt via het eiken vat ("barrique" of okshoofd) tannine in de wijn. 
In bepaalde rode wijn, zoals Pinot Noir zit weinig tannine (200 mg/kg), Merlot scoort gemiddeld tot hoog, terwijl in andere rode wijn zoals de Cabernet Sauvignon (1000 mg/kg) en de Cabernet Franc naar verhouding meer tannines voorkomen. Wijnen van de Tannat en Sagrantino druif hebben de hoogste tannine niveaus(+/- 2000 mg/kg). 
Bij het ouder worden van de wijn verdwijnt de typische, enigszins wrange smaak van de tannine. In de productie van witte wijn worden de schillen van de druiven niet gebruikt. Witte wijn bevat dan ook minder tannine en is juist daardoor (bij gelijke alcohol-percentages) minder lang houdbaar.
Jonge wijn heeft door de vele tanninen een karakteristieke smaak en veroorzaakt bij het drinken het samentrekken van het slijmvlies in de mondholte, waardoor men het gevoel kan krijgen alsof de hele mond samenknijpt en stroef aanvoelt. Omdat de trend is de wijn steeds jonger te gaan drinken, probeert men bij de wijnbereiding het tanninegehalte te beperken, onder andere door voor het gisten, tijdens het kneuzen van de druiven, de steeltjes te verwijderen. 
Bij gerechten in combinatie met wijn kan zout of iets bitters aan het gerecht worden toegevoegd, wat de tannines van de wijn maskeert. Suiker in een gerecht brengt de tannines van de wijn juist sterker naar voren. Zoet en smaakversterkers (umami) versterken zowel de tannines als de zuren van de wijn.

## Bier
Tot ongeveer 1985 werden ondergistende bieren ook vaak van tannine voorzien. Dan doseerde de brouwer een in water opgeloste hoeveelheid tannine aan het vergiste bier net vóór het lageren. Tijdens het lageren kon de tannine dan met bepaalde, vooral de grotere, eiwitten reageren. Daardoor was het eindproduct minder gevoelig voor (na-)troebeling. De tannine sloeg deels neer, verbonden aan deze eiwitten, in de lagertank, samen met de gist. De eventuele rest werd dan tijdens de filtratie afgevangen.
Tegenwoordig genieten filtratiemethoden die een minder drastisch effect op de smaak hebben echter de voorkeur en wordt de toevoeging van tannine aan bier vrijwel niet meer toegepast.

## Leerlooien
De bast van de eik werd vroeger veel gebruikt voor de leerlooierij. Hierdoor ontstond het eikenhakhout, waarvan nog enkele hakhoutstoven voorkomen, onder andere op de Veluwe.